# Raimond van der Gouw
Raimond van der Gouw (Oldenzaal, Países Bajos, 24 de marzo de 1963) es un exfutbolista neerlandés, se desempeñaba como guardameta y actualmente es el entrenador de porteros del Vitesse Arnhem.

## Carrerra

### Países Bajos
Van der Gouw hizo su debut en el fútbol profesional con los Go Ahead Eagles. Después de crecer en el sector juvenil del club hizo su debut con el primer equipo el 14 de septiembre de 1985 en la victoria por 2-1 contra el FC Den Bosch. Ese año el club terminó la Eredivisie en décimo lugar, pero al año siguiente El Go Ahead Eagles descendió a la Eerste Divisie, sin regresar inmediatamente a la Eredivisie. Después de 97 apariciones con Go Ahead Eagles van der Gouw se trasladó a Vitesse Arnhem.
En su primera temporada con el nuevo club Vitesse ganó la Eerste Divisie volviendo a la máxima categoría después de nueve años. La temporada siguiente Vitesse terminó cuarto en la clasificación de liga para la Copa de la UEFA por primera vez en su historia y llegó a la final de KNVB beker.
En la Copa de la UEFA Vitesse llegó a los cuartos de final y van der Gouw mantuvo la red Invicta durante cuatro partidos consecutivos antes de perder ante el Sporting Lisboa. En las siguientes temporadas Vitesse terminó consistentemente entre los seis primeros de la liga, con resultados menos positivos en Europa.

### Inglaterra
Después de jugar más de 350 partidos en Holanda fue comprado por el Manchester United por £500.000 para reemplazar a Tony Coton, acaba de mudarse a Sunderland.
Con el Manchester demostró ser útil tanto como guardameta de reserva como entrenador de porteros juveniles. Hizo su debut en Manchester en septiembre de 1996 contra el Aston Villa, manteniendo la red intacta. En 1997 fue decisivo en la semifinal de la Champions League contra el Borussia Dortmund cuando Peter Schmeichel se lesionó en el pre-partido y van der Gouw contuvo el pasivo en un solo gol.
También en 1998, tiene un papel crucial que jugar en la Liga de Campeones en el partido de vuelta de los cuartos de final contra Mónaco, en el que, con un excelente rendimiento, frustra varias ocasiones de sus oponentes y tiene que rendirse solo a un tiro a distancia de David Trezeguet; sin embargo, el resultado de 1-1 elimina el Manchester a la regla de goles fuera de casa. En 1998-99 dejó de entrenar porteros tras el regreso de Coton.
En 1999-2000 por primera vez desde que está en el United juega lo suficiente como para reclamar la medalla por la victoria de la Premier League. En total jugó 22 partidos y por un tiempo fue la primera opción por delante del incierto Mark Bosnich. También jugó en la Supercopa de Europa e hizo un gran partido en la fase de grupos de la Liga de Campeones contra Sturm Graz, donde detuvo un penalti contra Ivica Vastić. También hizo una aparición en la Copa Mundial de Clubes contra South Melbourne.
En 2000-01 volvió a ser el segundo portero debido a la llegada de Fabien Barthez y el 31 de octubre de 2000, en el partido contra el Watford, fue expulsado por primera vez de su carrera. En el verano de 2001, a pesar de sólo 26 juegos en cinco años y la llegada de Roy Carroll, extendió su contrato por un año. Jugó su último partido el 11 de mayo de 2002 convirtiéndose, con 39 años y dos meses, en el jugador más antiguo del United desde el final de la Segunda Guerra Mundial. Sin embargo, sólo jugó dos partidos esta temporada y en junio de 2002 se trasladó al West Ham de forma gratuita después de 61 partidos en seis años con el Manchester United.
Después de negarse a mudarse a Coventry City, van der Gouw firmó un contrato de un año con una opción en el segundo con West Ham. Sin embargo, su temporada fue decepcionante y dejó el club después del descenso.

### Carrerra posterior
Después de dejar el West Ham, van der Gouw regresó a los Países Bajos en el RKC Waalwijk, donde jugó solo un partido de liga. Luego pasó a AGOVV Apeldoorn llevándolos a los play - offs de promoción. Con el club juega un centenar de partidos y también marca un gol de penalti en su último partido. Se retira a la edad de 44 años.
En junio de 2007, Van der Gouw regresó a Inglaterra para convertirse en el entrenador de porteros del Sunderland, donde conoció a su excompañero de equipo Roy Keane. Se le une Tim Carter, quien luego de su nombramiento regresa para entrenar a los jóvenes.
Después de que Ricky Sbragia renunció al final de la temporada 2008-09, siendo reemplazado por Steve Bruce, van der Gouw dejó Sunderland para regresar al Vitesse como entrenador de porteros.

## Clubes
| Club              | País         | Año         | Partidos | Goles |
| Go Ahead Eagles   | Países Bajos | 1985 - 1988 | 97       | 0     |
| Vitesse Arnhem    | Países Bajos | 1988 - 1996 | 258      | 0     |
| Manchester United | Inglaterra   | 1996 - 2002 | 37       | 0     |
| West Ham United   | Inglaterra   | 2002 - 2003 | 0        | 0     |
| RKC Waalwijk      | Países Bajos | 2003 - 2004 | 1        | 0     |
| AGOVV Apeldoorn   | Países Bajos | 2004 - 2007 | 100      | 1     |

- Datos: Q942051
- Multimedia: Raimond van der Gouw / Q942051